# Покурське сільське поселення
Поку́рське сільське поселення (рос. Покурское сельское поселение) — сільське поселення у складі Нижньовартовського району Ханти-Мансійського автономного округу Тюменської області Росії.
Адміністративний центр та єдиний населений пункт — село Покур.
Населення сільського поселення становить 601 особа (2017; 688 у 2010, 718 у 2002).